# ميدون (فرنسا)

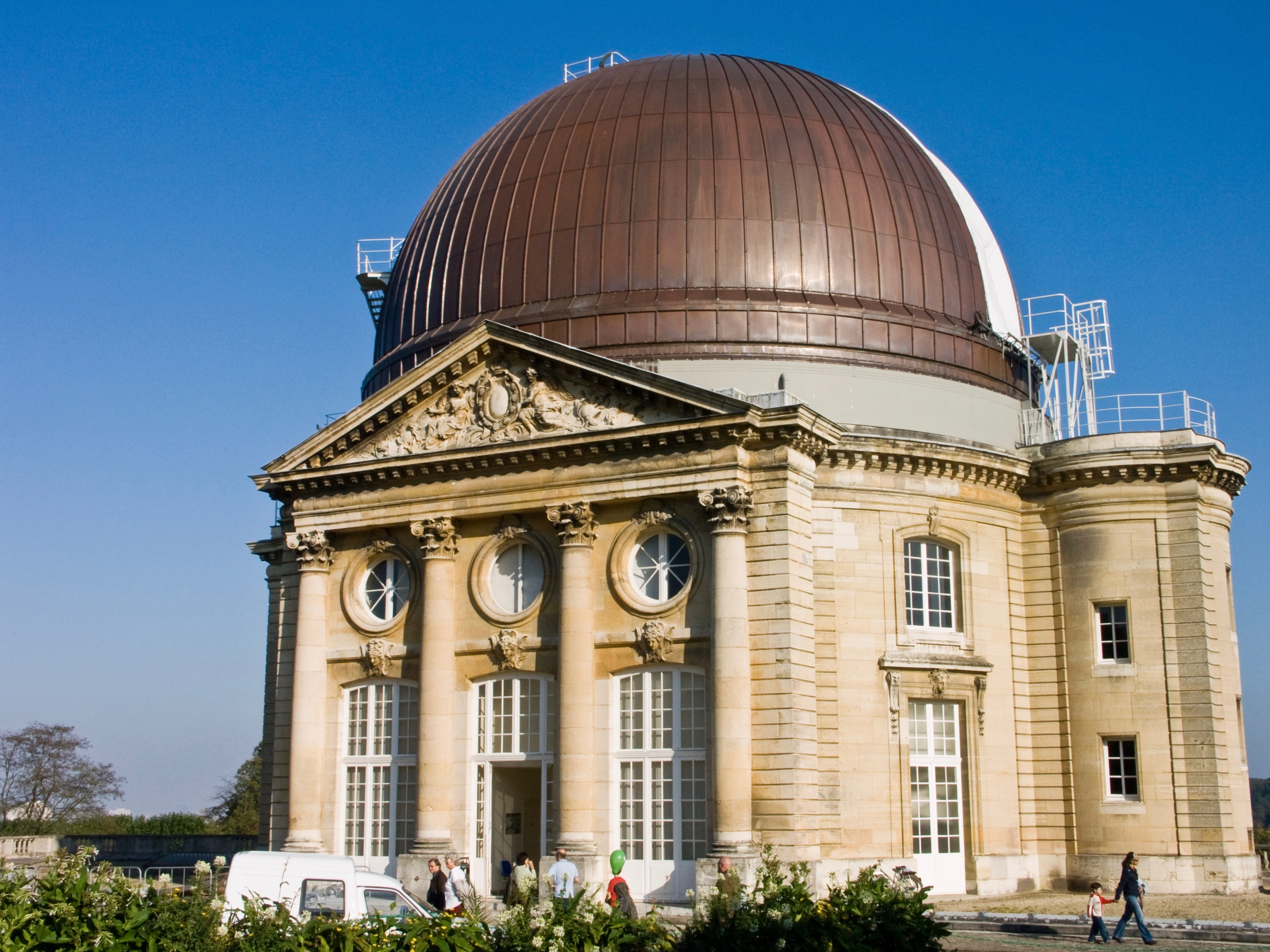
المرصد الفلكي في ميدون

ميدون (بالفرنسية: mø.dɔ)‏ هي بلدة في ضواحي جنوب غرب باريس، فرنسا. وتقع على بعد 9.1 كم (5.7 ميل) من وسط باريس.

## توأمة
لميدون (فرنسا) اتفاقيات توأمة مع كل من:
- تسيله
- كفار عقرون

## أعلام
- ديلان بوليو
- سوليمان دوكارا
- هنري دوبونت
- نيكولاس اسميت ميرين
- لويس أوجين روبرت
- ليونيل جوسبان
- هنري ماسون
- مارسيل دوبريه
- ميشيل مورغان
- لويس-فرديناند سيلين
- سيد ولي الله